# Torre San Sebastián
La Torre San Sebastián (en catalán Torre de Sant Sebastià) es una torre entramada de 78 metros de altura, obra del ingeniero Carles Buïgas, situada en Barcelona, España. La torre funciona como estación terminal del Transbordador aéreo de Barcelona que atraviesa el puerto, conectando a través de la Torre Jaime I con la montaña de Montjuïc. La Torre San Sebastián fue construida en 1931.
Desde el año 2002, la torre aloja el restaurante La torre de alta mar, uno de los restaurantes del afamado chef Óscar Manresa.